# Sergio Gaut vel Hartman
Sergio Daniel Gaut vel Hartman (n. Buenos Aires, 28 de septiembre de 1947) es un escritor, editor y antólogo argentino.

## Datos biográficos
Nació en Buenos Aires, en el barrio de Almagro en el seno de una familia de origen judío. Pasó su infancia en el barrio de Floresta y a los 10 años regresó a Almagro. Tras terminar sus estudios secundarios inició la carrera de derecho en la Universidad de Buenos Aires, que abandonó un año y medio después.
A inicios de la década de 1970 empezó a publicar en la revista española Nueva Dimensión (Barcelona, 1968-1983) y en diversos fanzines españoles de la época, como Kandama, Tránsito y Máser. En 1982, mientras era parte del equipo de la revista argentina El Péndulo, dio impulso al movimiento que fundaría el Círculo Argentino de Ciencia Ficción y Fantasía. Al año siguiente (1983) creó y dirigió el fanzine Sinergia. Durante 1984 fue director editorial de la revista Parsec (Buenos Aires, mayo a octubre de 1984).
Cuando Marcial Souto relanzó la revista Minotauro, Sergio Gaut vio publicadas varias de sus ficciones, como Islas, En el depósito y Carteles. Esto sería el preludio a su primer libro de cuentos, Cuerpos descartables, que Ediciones Minotauro publicara en 1985. En 1995 su relato Náufrago de sí mismo, fue seleccionado por Pablo Capanna para la antología El cuento argentino de ciencia ficción, de editorial Nuevo Siglo. Tiempo después, su novela El juego del tiempo quedó finalista del Premio Minotauro 2005.
En noviembre de 2009 salió su segundo libro de cuentos, Espejos en fuga, y en 2011 el tercero: Vuelos.
Durante algo más de tres años fue el director literario del e-zine Axxón, actividad que abandonó en mayo del 2007 para retomar el proyecto Sinergia, ahora en formato web.
Fue el fundador y coordinador de Comunidad CF y del Taller 7, aula virtual de escritura creativa. Más tarde creó Planeta SF, un espacio multilingüe de encuentro para escritores, lectores y editores de ficción especulativa de todo el mundo. Comenzó a coordinar talleres de escritura personalizados que se dicta a la vez en forma presencial y por Internet, para escritores que viven fuera de Buenos Aires. Sus cuentos han sido traducidos al inglés, francés, portugués, italiano, ruso, griego, búlgaro, japonés y árabe. También lidera el grupo Heliconia Literaria, destinado a manejar blogs de ficciones breves como Medio siglo, Minimalismos, Bificciones, Los cuentos del can Cerbero y Ráfagas, Parpadeos.
Su biografía apareció en la antología Latin American scientific fiction writers: an A - to - Z guide.
Formó parte del panel de Crónicas de «La Frontera Difusa - Primer Encuentro entre Astronomía y Ciencia Ficción», desarrollado en la ciudad de La Plata el 18 de abril de 2009, y organizado por la Facultad de Astronomía de la Universidad de La Plata.
El 24 de octubre de 2009, en el marco del Segundo Encuentro entre Astronomía y Ciencia Ficción, Sergio Gaut participó en un debate entre escritores de ciencia ficción argentinos y hombres de ciencia, junto al físico Héctor Ranea Sandoval y el ensayista y filósofo Pablo Capanna (1939-).
En julio de 2012 participó en mesas de debate y dictó una conferencia en el marco de las I Jornadas Internacionales de Ciencia Ficción, organizadas por la Universidad de Buenos Aires.
En mayo de 2013 viajó a Berlín (Alemania) para participar en el simposio Mundos Alternativos, organizado por el Instituto Iberoamericano de esa ciudad.
Al año siguiente viajó a Babahoyo y Guayaquil, Ecuador, en el marco de las actividades literarias organizadas por el gestor cultural Manuel Ismael Duarte Bravo.
En 2016 ha iniciado la producción de antologías binacionales de ficción especulativa. Las dos primeras han sido Espacio Austral, entre escritores chilenos y argentinos, y Extremos, con la participación de mexicanos y argentinos. A fines del mismo año, invitado por la Universidad Autónoma Metropolitana-Xochimilco de la capital mexicana a sugerencia del gran escritor René Avilés Fabila, preparó una antología de casi 200 microficciones de escritores de habla hispana y portuguesa del continente americano que se denomina Latinoamérica en breve. A principio de 2017 se publicó en Hungría una antología de escritores argentinos de ficción especulativa que fueron traducidos al idioma de ese país por un equipo de la revista Galaktika. MetaGalaktika 12, Argentina, la tierra de la plata y el fuego, incluye a Jorge Luis Borges, Angélica Gorodischer, Eduardo Goligorski, H. G. Oesterheld, Carlos Gardini, Ana María Shua, Fernando Sorrentino, Rogelio Ramos Signes, Claudia De Bella, Néstor Darío Figueiras, Daniel Frini, 
Leonardo Killian, Fabián César Casas, Daniel Alcoba, Daniel Antokoletz, Héctor Ranea, Patricio Bazán y el compilador de la antología.
En enero de 2017 se proclamó vencedor del I Concurso de Relatos «Luna Literaria», y en febrero de ese mismo año ganó el concurso «Buscando grano entre tanta paja (mental)» organizado por La máquina que hace ping! con su obra Tribulaciones de un escarabajo pelotero, la que fue publicada ese mismo año con un leve cambio en el título: Avatares de un escarabajo pelotero.
Su libro de cuentos titulado La quinta fase de la Luna, fue publicado en marzo de 2018 por la misma editorial de Castellón que dirige Cristian Arenós Rebolledo, La máquina que hace ping.
En julio de 2018 vio la luz la novela El juego del tiempo, finalista del Premio Minotauro 2005, publicada por Puertabierta Ediciones de Colima, México, y en 2019 Ediciones Sinergia publicó una versión corregida y aumentada de su primer libro de cuentos, Cuerpos descartables, de 1985, con el título Cuerpos descartados y dieciséis cuentos más que en la primera edición, reuniendo de este modo el material perteneciente al ciclo que estaba disperso en revistas y antologías o simplemente inédito. Su novela corta Otro dios caprichoso recibió una mención honrosa en el Premio UPC de 2020 y está planeado que la misma se publique en 2021.

## Obras

### Libros de ficción
- «El regreso de Espartaco», novela corta, en la revista Cuásar N°s 2 y 3, 1984. [1]
- Cuerpos descartables, cuentos. Buenos Aires: Minotauro, 1985.[1]
- Carne verdadera», novela corta. Barcelona: Ediciones B, 2006.[1]
- Espejos en fuga, cuentos, Buenos Aires: Desde la Gente (Instituto Movilizador de Fondos Cooperativos), 2009.[1]
- Vuelos, cuentos. Buenos Aires: Andrómeda, 2011.[1]
- Avatares de un escarabajo pelotero, novela corta. Castellón, España, La máquina que hace Ping!, 2017.[1]
- Otro camino, novela. Santiago, Chile. Contracorriente Ediciones, 2017[1]
- La quinta fase de la Luna, cuentos. Castellón, España, La máquina que hace Ping!, 2018.[1]
- El juego del tiempo, novela. Colima, México, Puertabierta, 2018.[1]
- Cuerpos descartados, cuentos. Buenos Aires, Argentina, Sinergia, 2019.[1]
- Carne verdadera, novela corta. Buenos Aires, Argentina, Sinergia, 2021.
- El día que llegamos a Marte, novela corta. Buenos Aires, Argentina, Ediciones Centauro, 2023.

#### Ediciones digitales y e-books
- Erídano 4 (volumen de cuentos). Buenos Aires: Erídano, 2004.[1]

#### Cuentos en antologías
- «Carteles», en La ciencia ficción en la Argentina. Selección de Marcial Souto. Buenos Aires: Eudeba, 1985.
- «Los trepadores», en Latinoamérica fantástica. Selección de Augusto Uribe. Barcelona: Ultramar, 1987.
- «Cuerpos a la deriva», en Fase Uno. Selección de Sergio Gaut vel Hartman. Buenos Aires: Sinergia. Argentina, 1987.
- «Los contaminados», en Antología de cuentos verdes. Selección de Susana Szwarc y Adolfo Colombres. Buenos Aires: Desde la Gente, 1994.
- «Náufrago de sí mismo», en El cuento argentino de ciencia ficción. Selección de Pablo Capanna. Buenos Aires: Nuevo Siglo, 1995.
- «Paseo de compras», en La solidaridad. Selección de Liliana Lukin. Buenos Aires: Desde la Gente, 1995.
- «Lugares», en Artifex, tercera época, n.º 1. España, 1995.
- «Caramelos», en Cuentos con humanos, androides y robots. Buenos Aires: Colihue, 2000.
- «Expansión» en Artifex 12. Selección de Luis G. Prado y Julián Díez. Barcelona, España: Bibliópolis, 2004.
- «El círculo se cierra» en Paura 1. España: Bibliópolis, 2004.
- «Tan lejos de casa» en Antología La ciudad de los muertos. España: Parnaso, 2004.
- «Paisaje perdido», en Antología Especial Philip K. Dick. España: Libro Andrómeda, 2004.
- «Masa crítica», en Pulsares. Santiago de Chile: Fobos, 2004.
- «Náufrago de sí mismo», en Fabricantes de sueños (antología de la AEFCFT). España, 2005.
- «Pájaros de sangre» en Visiones 2004. España: AEFCFT, 2005.
- «Muñecas rusas», en Antología del cuento fantástico argentino contemporáneo. Buenos Aires: La Página, 2005.
- «Duro como una roca» en Visiones 2005. España: AEFCFT, 2006.
- «Por el valor de una moneda» en Antología Ishbiliya-Con. Fundación Tres Culturas, 2007.
- «Fracasador», en Grageas, 100 cuentos breves de todo el mundo. Buenos Aires: Desde la Gente, 2007.
- «El círculo se cierra», en Desde el taller''. Buenos Aires: Desde la Gente, 2007.
- «Triángulos de colores», en Los universos vislumbrados 2. Buenos Aires: Andrómeda, 2008.
- «El final del deseo», en Otras miradas. Buenos Aires: Desde la Gente, 2008.
- «Marcas, señales», en Artifex, cuarta época, n.º 1. España, 2008.
- «Factor común», en Paura 4. España: Portal Editions, 2009.
- «Muñecas rusas», en Cefeidas. España: Mandrágora, 2009.
- «Vecinos», en Grageas 2, más de 100 cuentos breves hispanoamericanos. Buenos Aires: Desde la Gente, 2010.
- «Escaramuza junto al arroyo Las Piedras», en Más acá, antología del género fantástico argentino. Mar del Plata (Argentina): Letra Sudaca, 2011.
- «Los desalmados», en Microantología del Microrrelato III. España: Ediciones Irreverentes, 2011.
- «Lo que no fluye se enrosca», en La Ilíada Selección de fragmentos (edición de Cristian Mitelman). Buenos Aires: Gezeta, 2011.
- «El hombre del circo», en Cuentos de la Abadía de Carfax 3. Buenos Aires: Pasoborgo, 2012.
- «El precio de las gemas», en 2099, Antología de Ciencia Ficción. Edición de Miguel Ángel de Rus y Félix Díaz González. España: Ediciones Irreverentes, 2012.
- «Ovejas en la red», en Tricentenario. Buenos Aires: Desde la Gente, 2012.
- «Una flor perfecta» en ¡Basta! Cien hombres contra la violencia de género Macedonia Ediciones, Argentina, 2013.
- «Segunda vuelta», en La máquina del tiempo. Buenos Aires, Argentina: Ediciones Gráficas del Centauro, 2013.
- «Asar y comer a un astronauta», en 2099, Antología de Ciencia Ficción|2099-b, Antología de Ciencia Ficción. Edición de Francisco Javier Illán Vivas. España: Ediciones Irreverentes, 2013.
- «El jugador de ajedrez», «Desaforismos», «Entrampado», «El fin del mundo», en Brevedades. Selección de Martín Gardella. Buenos Aires: Manoescrita, 2013.
- «Todo el país en un libro», en Todo el país en un libro. Buenos Aires: Desde la Gente, 2014.
- «Morirse no es morir», en Fútbol en breve, jogo bonito. Selección de Aldo Flores. México: Puertabierta, 2014.
- «La cocina del asunto», en Borrando fronteras. Selección de Fabián Vique. Morón (Argentina): Macedonia, 2014.
- «Segunda vuelta», en Carne nueva. Selección de Blanca Libia Herrera Chávez y Fermín Moreno. Zaragoza (España): Tusitala, 2014.
- «Viento del este», en Futuros por cruzar. Selección de Gabriel Trujillo Muñoz. Universidad Autónoma de Baja California (en Mexicali), y Colorado Springs University (en Colorado Springs): Artificio, 2015.
- «Los pocos minutos que nos quedan», en Visiones 2014. Selección de Joaquín Revuelta. AEFCFT, Madrid, España, 2015.
- «La pelea del siglo», en ¡Nocauts, Microrrelato internacional de boxeo. Selección de Aldo Flores. México: Ediciones de la Benemérita Universidad de Puebla, 2015.
- «Detrás de la puerta», en Fabricantes de sueños 2010-2011. Selección de Yoss. AEFCFT, Madrid, España, 2015.
- «El zombie eléctrico», «Lázaro», «Una historia casi increíble», «Problemas con la mercadería», «Fugaz», «Los nuevos tiempos que corren», «Verdad revelada», «Exogenitalidad», «Ante varios testigos», «La misma historia desde otra perspectiva», «Ajedrez artesanal», en Minimalismos. Buenos Aires: Sinergia, 2015.
- «Un cuarto de vuelta» en El escarabajo de oro y otros cuentos, Ediciones Centauro, Buenos Aires, 2016.
- «Disfraz» en Ficción y realidad, Siete relatos futuristas, Klett, Rheinbreitbach, Alemania, 2016.
- «La máquina del tiempo» en Cuaderno Laprida, La Aguja de Buffon, San Miguel de Tucumán, 2016.
- «Ocho microficciones» en Carta al padre, et al, de Franz K, Ediciones Centauro, Buenos Aires, 2016.
- «Sin hilo de Ariadna», «Correcciones en la trama del tiempo», «Última etapa» (con Armando Azeglio), «Rebotes», «Ocho microficciones», «Ataque por el flanco», «Un día cualquieras» en Peón envenenado, Puertabierta editores, Colima, México, 2016.
- «Una pulsión irresistible» en El éxtasis llega contigo, Ediciones Pukiyari, 2016.
- «Triángulos de colores» en Espacio Austral, Contracorriente Ediciones, Santiago de Chile, 2016.
- «El precio de las gemas» en Extremos, Puertabierta, Colima, México, 2016.
- «Karma» en Así te lo cuento, España, 2017.
- «Escaramuza junto al arroyo Las Piedras», en La guerra de los mundos. Buenos Aires, Argentina: Ediciones Gráficas del Centauro, 2017.
- «Tikehau» en Diez cuentos para iluminar talentos, Luna literaria, España, 2017.
- «El estoque de plata» en El lute y la gallina Rosita, Antología del Premio D. Manuel de Narrativa Corta, Moralzarzal, España, 2017.
- «El eterno femenino» en Las otras, Antología de mujeres artificiales, Editorial Eolas, Madrid, España, 2018.
- «Novato», «Los tiempos cambian» y «Duende efímero» en Todosdiferentes, Macedonia Ediciones, Argentina, 2018.
- «Casi nada se pierde» en Cinco por cinco II Premio Las nueve musas de relato breve, España, 2018.
- «Una flor perfecta» en ¡Basta! Contra la violencia de género Ediciones Culturales de Mendoza, Argentina, 2018.
- «A bordo de un taxi» en La frontera y otros microrrelatos Ediciones MB, Miramar, Argentina, 2018.
- «Cóndores» en I Antología de Literatura fantástica neoindigenista, Grupo Editorial Kipus, Cochabamba, Bolivia, 2018.
- «La fuerza del agua» en Antología Premio Mujica Láinez, Notanpüan Ediciones, San Isidro, Buenos Aires, Argentina, 2019.
- «Excepciones a las normas» en Antología VIII Microconcurso La Microbiblioteca Biblioteca Esteve Paluzie, Barcelona, España, 2019.
- «El círculo se cierra» en América fantástica, Ediciones Huso, Madrid, España, 2019.
- «Factor común» en Estaño y plata, Antología de ficción especulativa boliviano argentina, Grupo Editorial Kipus, Cochabamba, Bolivia, 2019.
- «Otro caballo de Troya» en Antifastopías, Relatos fantásticos para una realidad inquietante, Dos cabezas, España, 2021.

#### Cuentos en revistas
- «Ardilla», en la revista Nueva Dimensión, 15, 1970 (con Graciela Parini).
- «Recintos», en la revista Nueva Dimensión, 30, 1972
- «Regreso», en la revista Nueva Dimensión, 51, 1973
- «Clases intensivas», en la revista Nueva Dimensión, 131, 1981
- «¡Este es el gran cambio!», en la revista Arkham, 2, 1981
- «Guía práctica (abreviada) para entrar en contacto con culturas pretecnológicas», en la revista Nueva Dimensión, 137, 1981
- «Lapso de reflexión», en la revista El Péndulo, 6, 1982
- «Zug zwang», en la revista Ladac, 171, 1982
- «La paloma dorada», en la revista Kandama, 6, 1982
- «Una oportunidad irrepetible», en la revista Ladac, 172, 1982
- «El moribundo y Lencia», en la revista Kandama, 7, 1982
- «Los ojos en el cristal», en la revista Humor y Juegos, 27, 1982
- «Determinante» en la revista Maser 6, 1982.
- «Islas», en la revista Minotauro, 5, 1984
- «El eterno triángulo», en la revista Tránsito, 12, 1984
- «Mercaderes del tiempo», en la revista Parsec, 6, 1984
- «Hordas y espectros», en la revista Kandama, 8, 1982
- «Carteles», en la revista Minotauro, 7, 1984
- «En el depósito», en la revista Minotauro, 10, 1985
- «(J)aula», en la revista Vórtice, 2, 1986
- «El moribundo y Lencia», en la revista A quien corresponda, 69, 1997
- «El rezagado», en la revista Parnaso, 3, 2005
- «Masa crítica» en la revista Pulsares 3, 2005
- «Detrás de la puerta», en la revista Asimov Ciencia Ficción, 20, 2005
- «Escaramuza junto al arroyo de las piedras», en la revista Cuásar, 39, 2005
- «El deudor», en la revista Galaxia, 15, 2005
- «El último viaje de Octavio», NM 1, 2006
- «Un viaje al ayer», NM 3, 2007
- «Sin miedo a volar», en la revista Casa de las Américas, 251, 2008
- «El regreso del hombre muerto», NM 7, 2008
- «Universo de papel», en la revista Cuásar, 50/51, edición especial, 2010
- «Detrás de la puerta», NM 16, 2010
- «Por el valor de una moneda», NM 18, 2010
- «El día es peor que la noche», en la revista Agujero negro, 2, 2012 (con Carlos Enrique Saldívar)
- «Con la ayuda de mi amigo», en la revista digital miNatura N.º 131, 2013
- «El código marciano», en la revista digital miNatura N.º 131, 2013
- «Cuestión de perspectiva», en la revista digital miNatura N.º 131, 2013
- «Escaramuza junto al arroyo Las Piedras», en Cosmocápsula 15, 2015

#### Cuentos en sitios web y revistas digitales
- «Ajedrez artesanal»
- «Asuntos domésticos»
- «Botones, piedras y cintas»
- «Cábala»
- «Carne de cañón»
- «Carteles»
- «Casi nada se pierde»
- «Cinco microcuentos»
- «Correcciones en la trama del tiempo»
- «Cuestión de magnitudes»
- «De muerte natural»
- «Disfraz»
- «El arte de crear»
- «El cazador de botellas»
- «El círculo se cierra»
- «El crujido de la escarcha»
- «El hombre que odiaba a los animales»
- «El regreso del hombre muerto»
- «En el centro de compras»
- «Excusado»
- «Expediente de uno que no existe»
- «Felis silvestris catus plus»
- «Fuga sin final»
- «Ciclos»
- «Hay que saber leer»
- «Ignorancia poética»
- «La fuerza del agua»
- «La gran subasta cosmica»
- «La novena sinfonía de Macedonio»
- «La sombra del pasado»
- «La verdadera historia del falso gato»
- «Langostas»
- «Legítima defensa»
- «Los contaminados»
- «Los trepadores»
- «Lugares»
- «Martingala»
- «Cuento Martingala»
- «Mate amargo»
- «Maya»
- «Muñecas rusas»
- «Náufrago de sí mismo»
- «No obstruyan la salida»
- «Ocho cuentos»
- «Ojos por ojo»
- «Ojos que no ven»
- «Otra sensualidad»
- «Otro triángulo»
- «Paisaje perdido»
- «Posición: Zug-Zuang»
- «Receta: hombre frito»
- «Suicidios»
- «Sin hilo de Ariadna»
- «Triángulos de colores»
- «Un día cualquiera»
- «Un secreto bien guardado»
- «Una cuestión bizantina»
- «Vacío perfecto»
- «Zvi Migdal»

### Ensayos
- Las Cruzadas. España: Círculo Latino, 2006.
- El universo de la ciencia ficción. España: Círculo Latino, 2006.
- Brujas, magos y hechiceras. España: Círculo Latino, 2006. (Publicado con seudónimo: Daniel Jazar)
- «La escena continental», en la revista Isaac Asimov, n.º 20. España, 2006.
- Grandes batallas de la historia. Buenos Aires: Andrómeda, 2008.
- La sábana santa y otros enigmas religiosos. Buenos Aires: Andrómeda, 2009. (Publicado con seudónimo: Daniel Jazar)
- El libro de Enoch y otros evangelios apócrifos. Buenos Aires: Andrómeda, 2009. (Publicado con seudónimo: Daniel Jazar)
- Grandes caudillos de la Historia Universal. Buenos Aires: Andrómeda, 2009. (Publicado con seudónimo: Martín Torres Anderson)
- Bicentenario 1810-2010. Los pensamientos que hicieron la historia. Buenos Aires: Andrómeda, 2010.
- Sociedades secretas en la Historia Argentina. Buenos Aires: Andrómeda, 2010. (Publicado con seudónimo: Martín Torres Anderson)
- Batallas de la historia argentina. Buenos Aires: Andrómeda, 2010.
- Historia de la Segunda Guerra Mundial. Buenos Aires: Andrómeda, 2011.
- Escriba sin errores. Buenos Aires: Andrómeda, 2011.
- Religiones del mundo. Buenos Aires: Andrómeda, 2012.
- Francisco, recen por mí. Buenos Aires: Andrómeda, 2013.

### Prólogos
- En Latinoamérica fantástica, de varios autores. Barcelona, España: Ultramar Editores, 1985.
- En Fase uno, de varios autores. Buenos Aires, Argentina: Sinergia, 1987.
- En Ficciones en los 64 cuadros, de varios autores. Buenos Aires, Argentina: Desde la Gente, 2004.
- En Mañanas en sombras, de varios autores. Buenos Aires, Argentina: Desde la Gente, 2005.
- En La ética protestante y el espíritu del capitalismo, de Max Weber. Buenos Aires, Argentina: Andrómeda, 2007.
- En Fantasma de Canterville y El amigo verdadero, de Oscar Wilde. Buenos Aires, Argentina: Andrómeda, 2007.
- En Obras escogidas de H. P. Lovecraft. Buenos Aires, Argentina: Andrómeda, 2007.
- En Desde el taller, nueva narrativa hispanoamericana, de varios autores. Buenos Aires, Argentina: Desde la Gente, 2007.
- En Diario de un seductor, de Sören Kierkegaard. Buenos Aires, Argentina: Andrómeda, 2007.
- En Grageas, 100 cuentos breves de todo el mundo, de varios autores. Buenos Aires, Argentina: Desde la Gente, 2007.
- En El caso de Charles Dexter Ward, de H. P. Lovecraft. Buenos Aires, Argentina: Andrómeda, 2008.
- En Ayax/Electra, de Sófocles. Buenos Aires, Argentina: Andrómeda, 2008.
- En Otras miradas, de varios autores. Buenos Aires, Argentina: Desde la Gente, 2008.
- En Crimen y castigo, de Fedor Dostoievski. Buenos Aires, Argentina: Andrómeda, 2008.
- En La sombra sobre Innsmouth y otros cuentos de terror, de H. P. Lovecraft. Buenos Aires, Argentina: Andrómeda, 2008.
- En Los universos vislumbrados 2, de varios autores. Buenos Aires, Argentina: Andrómeda, 2008.
- En El sabueso de los Baskerville, de Arthur Conan Doyle. Buenos Aires, Argentina: Andrómeda, 2008.
- En H. P. Lovecraft, Cuentos 1, 1897-1920. Buenos Aires, Argentina: Andrómeda, 2009.
- En H. P. Lovecraft, Cuentos 2, 1921-1923. Buenos Aires, Argentina: Andrómeda, 2009.
- En H. P. Lovecraft, Cuentos 3, 1924-1927. Buenos Aires, Argentina: Andrómeda, 2009.
- En Desobediencia civil, de Henry David Thoreau. Buenos Aires, Argentina: Andrómeda, 2009.
- En El arte de la guerra, de Sun Tzu. Buenos Aires, Argentina: Andrómeda, 2010.
- En Todo el país en un libro, de varios autores. Buenos Aires, Argentina: Desde la Gente, 2014.
- En Instantáneas de Martín Gardella. Buenos Aires, Argentina: Andrómeda, 2010.
- En Una simple palabra de Claudia Cortalezzi. Buenos Aires, Argentina: Andrómeda, 2010.
- En Grageas 2, más de 100 cuentos breves hispanoamericanos de varios autores. Buenos Aires, Argentina: Desde la Gente, 2010.
- En Alicia en el país de las maravillas, de Lewis Carroll. Buenos Aires, Argentina: Andrómeda, 2012.
- En El testigo bueno de José Antonio Parisi. Buenos Aires, Argentina: Andrómeda, 2011.
- En Ficciones en diez tiempos, de varios autores. Buenos Aires, Argentina: Andrómeda, 2011.
- En H. P. Lovecraft, Cuentos 4, 1928-1935. Buenos Aires, Argentina: Andrómeda, 2012.
- En El horror de Dunwich, de H. P. Lovecraft, Buenos Aires, Argentina: Andrómeda, 2012.
- En Tricentenario, de varios autores. Buenos Aires, Argentina: Desde la Gente, 2012.
- En Siempre todo es para nunca de Claudio Calomiti. Buenos Aires, Argentina: Andrómeda, 2012.
- En Novela de ajedrez, de Stefan Zweig. Buenos Aires, Argentina: Andrómeda, 2013.
- En Punto y línea sobre el plano, de Vassily Kandinsky. Buenos Aires, Argentina: Andrómeda, 2013.
- En El faro del fin del mundo, de Jules Verne. Buenos Aires, Argentina: Andrómeda, 2014.
- En Todo el país en un libro, de varios autores. Buenos Aires, Argentina: Desde la Gente, 2014.
- En Poliedro V, de varios autores. Santiago, Chile: Bajo los hielos, 2014.
- En Grageas 3, de varios autores. Buenos Aires, Argentina: Desde la Gente, 2014.
- En Mi propia revolución, de Daniel Ribeiro. Buenos Aires, Argentina: Sinergia, 2015.
- En Apasionadas, de Köller. Buenos Aires, Argentina: Sinergia, 2015.
- En Cien páginas de amor, de varios autores. Buenos Aires, Argentina: Desde la Gente, 2015.
- En Minimalismos, de varios autores. Buenos Aires, Argentina: Sinergia, 2016.
- En Latinoamérica en breve, de varios autores. México DF, México: Gato encerrado, UAM Xochimilco, 2016.
- En Extremos, de varios autores. Colima, México: Puertabierta Editores, 2016.
- En Peón envenenado, de varios autores. Colima, México: Puertabierta Editores, 2016.
- En Espacio austral, de varios autores. Santiago, Chile: Contracorriente Ediciones, 2016.
- En Meta Galaktica, de varios autores. Budapest, Hungría: Ediciones Galaktika, 2017. (En húngaro).

### Como compilador
- Fase Uno. Buenos Aires: Sinergia, 1987.
- Fase Dos. Buenos Aires: Axxón, 1987.
- Ficciones en los 64 cuadros. Buenos Aires: Desde la Gente, 2004.
- Mañanas en sombras. Buenos Aires: Desde la Gente, 2005.
- Erídano 11, Ciencia ficción argentina, Volumen 1. Buenos Aires: Alfa Eridiani, 2006.
- Erídano 12, Ciencia ficción argentina, Volumen 2. Buenos Aires: Alfa Eridiani, 2006.
- Desde el Taller. Buenos Aires: Desde la Gente, 2007.
- Grageas, 100 cuentos breves de todo el mundo. Buenos Aires: Desde la Gente, 2007.
- Anuario Axxon. Buenos Aires: Axxon, 2007 (sin acreditar).
- Los universos vislumbrados 2. Buenos Aires: Andrómeda, 2008.
- Otras miradas. Buenos Aires: Desde la Gente, 2008.
- Cefeidas. España: Mandrágora, 2009.
- Cuento con vos. Buenos Aires: Andrómeda, 2009.
- Grageas 2, más de 100 cuentos breves hispanoamericanos. Buenos Aires: Desde la Gente, 2010.
- Ficciones en diez tiempos. Buenos Aires: Andrómeda, 2011.
- Tricentenario. Buenos Aires: Desde la Gente, 2012.
- Todo el país en un libro. Buenos Aires: Desde la Gente, 2014.
- Grageas 3. Buenos Aires: Desde la Gente, 2014.
- Cien páginas de amor. Buenos Aires: Desde la Gente, 2015.
- Minimalismos. Buenos Aires: Sinergia, 2015.
- Peón envenenado. Colima, México: Puertabierta Editores, 2016.
- Espacio austral. Santiago, Chile: Contracorriente Editores, 2016.
- Extremos. Colima, México: Puertabierta Editores, 2016.
- Latinoamérica en breve. UAM Xoximilco, México, 2016.
- Argentína: Az ezüst és a tuz földje (Argentina, la tierra de la plata y el fuego). MetaGalaktika 12, Budapest, Hungría, 2017.
- Extravagancias. Las nueve musas, España, 2019.
- Estaño y plata. Grupo Editorial Kipus, Cochabamba, Bolivia, 2019.

#### Como director de la colección de narrativa de Ediciones Andrómeda
Se desempeñó como director de Ediciones Andrómeda.
- Instantáneas, de Martín Gardella, 2010.
- Una simple palabra, de Claudia Cortalezzi, 2010.
- El testigo bueno, de José Antonio Parisi, 2011.
- Ficciones en diez tiempos, de varios autores, 2011.
- Vuelos, de Sergio Gaut vel Hartman, 2011.
- Más sería vicio, de Saurio, 2011.
- Siempre todo es para nunca, de Claudio Calomiti, 2012.
- Abriendo puertas, de Oscar Piolini, 2012.

#### Como director de la colección de narrativa de Ediciones Sinergia
- Hola y adiós, de Detelina Barutchieva, 2015.
- Mi propia revolución, de Daniel Ribeiro, 2015.
- Apasionadas, de Köller, 2015.
- Minimalismos, Varios autores, 2015.

### Traducciones a otros idiomas
(En construcción).
- «Los contaminados», en SF International (revista estadounidense), 1987. (Inglés)
- «La puerta giratoria del edificio del servicio secreto», en Nova SF (revista italiana), 1988. (Italiano)
- «El eterno triángulo», en T. D. S. (revista italiana), 1989. (Italiano)
- «Disfraz», en Infiní (revista digital francesa), 2003. (Francés)
- «De muerte natural», en Infiní (revista digital francesa), 2004. (Francés)
- «Los contaminados», en Scarium (revista brasileña), 2005. (Portugués)
- «El círculo se cierra», en Infiní (revista digital francesa), 2005. (Francés)
- «Escaramuza junto al arroyo Las Piedras», en Infiní (revista digital francesa), 2005. (Francés)
- «Muñecas rusas», en Terra Fantástica (revista búlgara), 2006. (Búlgaro)
- «Nosotros tres», en Infiní (revista digital francesa), 2006. (Francés)
- «El círculo se cierra», en Nova SF (revista italiana), 2006. (Italiano)
- «Náufrago de sí mismo», en Infiní (revista digital francesa), 2006. (Francés)
- «Muñecas rusas», en Universe Pathways (revista griega), 2007. (Griego)
- «Un día cualquiera», en Infiní (revista digital francesa), 2007. (Francés)
- «Muñecas rusas», en Schegge di futuro (antología digital italiana), 2007. (Italiano)
- «Náufrago de sí mismo», en Bewildering Stories 264 (revista digital estadounidense), 2007. (Inglés)
- «Martingala», en Borderline nº 10 (revista francesa), 2008. (Francés)
- «Extrañas circunstancias», en Infiní (revista digital francesa), 2008. (Francés)
- «Triángulos de colores», en Infiní (revista digital francesa), 2009. (Francés)
- «Un savoir inutile», en Un coin de ciel entre Salem et Midian, (blog), 2009. (Francés)
- «Le destin n’est pas aveugle», en Phenix web, 2009. (Francés)
- «Los contaminados», en Esli (revista rusa), 2010. (Ruso)
- «El crujido de la escarcha», en Replicación (antología búlgara), 2011. (Búlgaro)
- «Los contaminados», enInfiní (revista digital francesa), 2011. (Francés)
- «Universo de papel», en Galaxies (revista francesa), 2013. (Francés)
- «Náufrago de sí mismo», en Pegasus SF (blog italiano), 2013. (Italiano)
- «Figuras de cera», en Infiní (revista digital francesa), 2013. (Francés)
- «El círculo se cierra», en Sherlock Holmes Mistery Magazine (revista estadounidense), 2014. (Inglés)
- «El perro escritor», en Infiní (revista digital francesa), 2014. (Francés)
- «El regreso del hombre muerto», en Infiní (revista digital francesa), 2014. (Francés)
- «Los contaminados», como "Hontanalok", en Galaktika 330 (revista húngara), 2016. (Húngaro)
- «El círculo se cierra», en Darkly Yours (antología), 2016. (Inglés)
- «Factor común», como "Csikorgó fagy", en Galaktika 343 (revista húngara), 2017. (Húngaro)
- «Vagabundos», como "Védekező helyzetben", en Galaktika 348 (revista húngara), 2017. (Húngaro)
- «El círculo se cierra», en SF 62 (revista japonesa), 2018. (Japonés)
- «Náufrago de sí mismo», en Sunspot Jungle (antología estadounidense), 2018. (Inglés)
- «Disfraz», en ALIA Evo 4.0 (antología italiana), 2020. (Italiano)
- «Anidados», como "Matrjoska babák", en Galaktika 369 (revista húngara), 2020. (Húngaro)

## Premios, menciones, reconocimientos
- 2004: primer premio del concurso Fobos por «Masa crítica».[10][1]
- 2004: finalista del premio UPC con la novela corta «Otro camino».
- 2005: primer premio ex-aequo del I Concurso Vórtice de Fantasía y Terror por «Triángulos de colores».[11][1]
- 2005: finalista del II premio Minotauro con la novela El juego del tiempo.[1]
- 2006: primer finalista del premio UPC con «Carne verdadera».[1]
- 2007: ganador del premio Ignotus al mejor libro de ensayo con «El universo de la ciencia ficción».[1]
- 2017: primer finalista del premio Luna Literaria con «Tikehau».[1]
- 2017: ganador del premio Buscando grano entre tanta paja mental con «Avatares de un escarabajo pelotero».[1]
- 2018: ganador del segundo premio XIV CONCURSO LITERARIO BONAVENTURIANO con «Segunda Vida y otros cuentos».[12][1]
- 2018: finalista del II PREMIO LAS NUEVE MUSAS DE RELATO BREVE con «Casi nada se pierde».[1]
- 2020: finalista del Concurso de Relatos y Cuentos cortos "57° Aniversario Federada Salud" con "El hombre es el lobo del hombre".[1]
- 2020: mención honrosa en el premio UPC de 2020 con la novela corta «Otro dios caprichoso».[1]